# Sakutō
Sakutō (作東町, Sakutō-chō) est un ancien bourg du district d'Aida situé dans la préfecture d'Okayama, au Japon. Depuis fin mars 2005, il est intégré au sein de la ville de Mimasaka.

## Jumelages
- Saint-Valentin (Québec) (Canada)
- Saint-Valentin (Indre) (France)